# بوژورنگا
بوژورنگا (به صربی: Božurnja) یک منطقهٔ مسکونی در صربستان است که در توپولا واقع شده‌است. بوژورنگا ۶۷۲ نفر جمعیت دارد.